# Herta Mayen
Herta Mayen; eigentlich Herta Mayer, vereinzelt auch als Hertha Mayen geführt (* 19. Juni 1922 in Wien; † 10. Juli 2015 ebenda) war eine österreichische Tänzerin und Schauspielerin.

## Leben
Sie erhielt schon ab ihrem dritten Lebensjahr Ballettunterricht und später Gesangsunterricht. Ab dem 15. Lebensjahr spielte sie als Entdeckung von Wilhelm Gyimes (1894–1977) an den von diesem geleiteten Theatern, Revuebühne Femina sowie Etablissement Ronacher. Vor allem durch die Wiedereröffnung des Ronacher (2. November 1937) konnte sie sich ab dem ersten Varieté-Revueprogramm Die Gaukler sind da! als adäquate Partnerin des populären Groteskkomikers und Tänzers Fritz Steiner (1896–1976) einen Namen machen und sich ihre Mitwirkung in der folgenden Gyimes-Produktion, Chauffeuer, ins Ronacher!, sichern.
1938 ging sie nach Berlin, wo Auftritte beim Kabarett der Komiker folgten. Nach Schauspielunterricht spielte sie 1939 am Staatstheater am Gärtnerplatz in München, danach wieder in Berlin am Staatstheater. Von 1939 bis 1945 wirkte sie als Tänzerin im Admiralspalast und am Metropoltheater. Sie stand 1944 in der Gottbegnadeten-Liste des Reichsministeriums für Volksaufklärung und Propaganda.
Seit 1939 war sie in Nebenrollen mit Tanzeinlagen in Spielfilmen zu sehen. In Liebesgeschichten (1943), Spiel mit der Liebe (1944) sowie Rendezvous im Salzkammergut (1948) sang sie auch. 1949 spielte sie am Raimundtheater an der Seite von Hans Moser (1880–1964) die Hauptrolle in Der wahre Jakob. 1950 erfuhr ihr Auftritt in der Komischen Oper Tausendundeine Nacht (Staatsoper in der Volksoper; Premiere: 10. November 1949) durch die nachträgliche Ausstrahlung im Radio breitere Öffentlichkeit: Ihr gesangliches Gegenüber war der 1948 nach Wien zurückgekehrte Oskar Karlweis (1894–1956).
Nach ihrer Heirat zog sie vorübergehend nach Buenos Aires, wo sie von 1953 bis 1955 an der Deutschen Bühne ihre Schauspiellaufbahn fortsetzte. Aus gesundheitlichen Gründen kehrte sie wieder nach Wien zurück und trat ab 1958 vor allem an der Löwinger-Bühne auf.

## Filmografie
- 1939: Hotel Sacher
- 1939: Marguerite: 3
- 1939: Das jüngste Gericht
- 1941: Tanz mit dem Kaiser
- 1942: Hab’ mich lieb!
- 1943: Ein schöner Tag
- 1943: Liebeskomödie
- 1943: Liebesgeschichten
- 1943: Die beiden Schwestern
- 1944: Glück bei Frauen
- 1944: Spiel mit der Liebe
- 1945: Leuchtende Schatten
- 1948: Das singende Haus
- 1948: Rendezvous im Salzkammergut
- 1951: Frühling auf dem Eis